# 極小多項式 (線性代數)
线性代数中，一个n × n矩阵A在域F上的最小多项式P，是一個有最小的次數且首一的多項式，使得P(A) = 0 。同時只要Q(A) = 0，那麼Q是P的倍数。
以下三个敘述等價：
1. λ 是 μA的根
2. λ 是A的特徵多項式的根
3. λ 是A的特徵值

因為μA是m次多項式，所以λ在μA上的重根數是不超過m 。這導致ker((A − λIn)m){\displaystyle \supsetneqq }ker((A − λIn)m−1) 。换句话说，将指数小於m時，增加指數会得到更大的内核；但指數大於m時，增加指数只会得到相同的内核。